# Hercule Poirot

David Suchet îl joacǎ pe Hercule Poirot în Visul, filmul din 1989 bazat the nuvela din colectia Misterul Regatta

Hercule Poirot (pronuntat [ɛʀkyl pwaʀo]) este un detectiv belgian fictiv întâlnit în romanele scriitoarei Agatha Christie.  Poirot apare în peste 30 de romane și peste 50 de povestiri polițiste. Alǎturi de Miss Marple, este unul dintre cele mai celebre personaje ale scriitoarei. El a fost folosit în multe filme, fiind jucat de actori precum Albert Finney, Peter Ustinov și mai recent David Suchet. În prezent drepturile de autor asupra acestui personaj revin nepotului Agathei Christie, Matthew Prichard.

## Privire de ansamblu

### Influențe
Criticii susțin ca Poirot a fost creat pe baza altor doi detectivi ficționari dinaintea lui: Hercule Popeau (al scriitoarei Marie Belloc Lowndes) și Monsieur Poiret (al scriitorului Frank Howel Evans), un polițist francez pensionat care traiește în Londra. O influențǎ mult mai evidentǎ (mai ales asupra primelor romane) este cea a povestirilor lui Arthur Conan Doyle. În "O Autobiografie", Christie recunoaște ca la început a scris în stilul tradițional Sherlock Holmes, cu un detectiv excentric, un asistent nedumerit și un inspector de la Scotland Yard de genul lui Lestrade (inspectorul Japp).
Faptul cǎ Poirot este belgian (spre deosebire de detectivii menționați mai sus) este un rezultat al datei scrierii primului roman - 1916 (deși el va fi publicat doar în 1920). Nu doar cǎ ocuparea Belgiei de cǎtre Germania în acea perioada oferea o explicație plauzibilǎ a faptului ca un detectiv atât de iscuțit nu avea de lucru în propria țarǎ și era liber sǎ se ocupe de un caz din Anglia, dar de asemenea simpatia fațǎ de belgieni era considerata în acea vreme o faptă patriotă (deoarece invazia Belgiei a fost Casus belli pentru care Anglia a intrat în al II-lea Rǎzboi Mondial).

### Popularitate
Prima apariție a detectivului a fost în romanul Misterioasa Afacere de la Styles (publicat în 1920), iar ultima în Cortina (publicat în 1975, anul dinaintea morții scriitoarei). La publicarea acestui ultim roman Poirot a devenit singurul personaj fictiv care a primit vreodatǎ un necrolog (în New York Times: 6 august, 1975 "Hercule Poirot, celebrul detectiv belgian, a murit.").
În anii 1930, Agatha Christie deja îl considera pe Poirot insuportabil, iar prin anii 1960 îl numea "un nenorocit detestabil, obositor și egocentric". Totuși publicul îl iubea, iar scriitoarea refuza sǎ "îl omoare", susținând cǎ era datoria ei sǎ producǎ ceea ce dorea publicul.

### Aparența și aptitudinile personajului
Iatǎ cum îl descrie cǎpitanul Arthur Hastings pentru prima datǎ în al doilea capitol al romanului Misterioasa Afacere de la Styles:

"Abia dacǎ avea peste cinci picioare și patru țoli dar se plimba cu dignitate. Capul lui avea forma unui ou, și era mereu ținut înclinat un pic într-o parte. Mustața lui era foarte dreapta și militǎroasǎ. Curǎțenia îmbrǎcǎminții lui era aproape incredibilǎ; cred cǎ un fir de praf i-ar fi provocat mai multǎ durere decât o ranǎ facutǎ de un glonte. Și totuși omulețul care, regretam sǎ observ, schiopǎta îngrozitor, fusese în vremea lui unul dintre cei mai celebri membri ai poliției belgiene."

În romanele ulterioare, schiopǎtatul nu mai este mentionat. Poirot are pǎr negru, pe care îl vopsește la bǎtrânețe pentru a-i pǎstra culoarea (dupǎ cum descoperǎ Hastings în primul capitol al romanului Crimele A.B.C.). De asemenea are ochi verzi care sunt descriși ca stralucind asemeni ochilor unei pisici, atunci când detectivul are o idee.

"Timp de zece minute [Poirot] a stat în liniște totalǎ [...] și tot timpul ochii i-au devenit din ce în ce mai verzi." - Misterioasa Afacere de la Styles, Capitolul V

Înbrǎcǎmintea lui Poirot, consideratǎ ca apartinând cremei societații la începutul carierei va deveni îngrozitor de ieșitǎ din modǎ spre sfârsitul acesteia.
Printre caracteristicile cele mai cunoscute al lui Poirot se numǎrǎ și sensibilitatea stomacului. El suferǎ de rǎu de mare și în Moarte între Nori considerǎ cǎ greața de la zbor l-a împiedicat sǎ fie mai alert în timpul crimei. Într-un roman ulterior ni se spune cǎ spre bǎtrânețe Poirot a început sǎ-și bucure stomacul cu diferite delicatese.

"Stomacul meu nu este fericit pe mare." - Rǎul de sub Soare, Capitolul VIII

"Avionul coborî puțin. "Mon estomac", gândi Hercule Poirot, și își închise ochii cu determinare." - Moarte între Nori, Capitolul I

"Întodeauna un om care a avut mare grijǎ de stomacul lui, și-a luat recompensa la bǎtrânețe. Mâncatul nu era doar o plǎcere fizicǎ [pentru Poirot] dar și o cercetare intelectualǎ." - Doamna McGinty a murit, Capitolul I 

Poirot este de asemenea extrem de punctual și are un ceas de buzunar foarte mare și demodat pânǎ aproape de sfârșitul carierei.

"[Poirot] a urcat scǎrile pânǎ în fața ușii și a apǎsat soneria, uitându-se la ceasul de mâna care în sfârșit îi înlocuise vechiul preferat [...]. Da, era exact ora noua și jumǎtate. Ca întotdeauna Poirot sosise la minut." - Misterul Regatta

### Metode
În Misterioasa Afacere de la Styles, Poirot lucreazǎ ca un detectiv destul de obișnuit, bazându-se pe indicii și utilizând logica, fapt care reiese și din cele douǎ expresii preferate ale lui: "micile celule cenușii" și "ordine și metoda". Iritant pentru Hastings (și, câteodatǎ, chiar pentru cititor) este obiceiul lui Poirot de a ascunde detalii importante ale planurilor lui, cum face, de exemplu în Misterul celor Patru, unde îl ține pe Hastings în beznǎ panǎ la capǎt. Acest aspect al metodelor lui Poirot este mai puțin evident în romanele ulterioare, parțial datoritǎ faptului cǎ din acestea lipsește Hastings, iar Poirot nu are cu cine sǎ împǎrtǎșeascǎ ideile lui (aceste romane fiind povestite la persoana a III-a).
Metodele lui se schimbǎ în Crimǎ pe terenul de golf, unde Poirot încǎ se bazeazǎ în mare parte pe indicii dar începe sǎ-l ironizeze pe un detectiv rival care se focalizeazǎ doar pe setul de indicii tradițional (introdus în ficțiunea polițistǎ de Sherlock Holmes): urme de pași, amprente și mucuri de țigarǎ. Începând din acest moment, Poirot se autoproclamǎ un detectiv-psiholog care cerceteazǎ nu prin adunarea probelor de la locul crimei ci prin înțelegerea tipului victimei sau a ucigașului. Acest comportament va fi subliniat în urmǎtoarele romane prin idea cǎ anumite tipuri de crimǎ sunt comise doar de anumite tipuri de criminali.
O altǎ strategie a lui Poirot este cea de a-i face pe oameni sǎ vorbeascǎ. Chiar din primele romanele el se poreclește "Papa Poirot", îndemnând celelalte personaje sǎ i se confeseze. Mai târziu va minți voit pentru a obține încrederea celorlalte personaje, fie prin inventarea unui motiv pentru care îl intereseazǎ cazul fie prin folosirea familiei ca o scuzǎ a punerii unor întrebǎri.

"S-a spus despre Hercule Poirot chiar de cǎtre unii prieteni sau asociați, în momentele în care erau cel mai suparați pe el, cǎ preferǎ minciunile în locul adevarului și cǎ, pentru a obține ceea ce dorește, va folosi mai degraba afirmații false elaborate decât simplul adevǎr."  - Cinci Porcușori, Partea I, Capitolul IX 

"Dupǎ ce a studiat cu atenție bunurile dispuse în fereastrǎ, Poirot a intrat și s-a prezentat ca fiind interesat în cumpǎrarea unui rucsac pentru un nepot inexistent." - Hickory Dickory Dock, Capitolul XIII

"Pânǎ în ziua de azi Harold încǎ nu a înțeles pe deplin ce l-a fǎcut dintr-o datǎ sǎ-i povesteascǎ toatǎ întamplarea acestui omuleț cu care vorbise numai câteva minute." - Pǎsǎrile Stimfalide

Poirot este de asemenea pregǎtit sǎ parǎ mai strǎin englezilor încercând sǎ-i facǎ pe aceștia sǎ-l subestimeze. El recunoaște cǎ:

"Este adevǎrat cǎ pot vorbi engleza exactǎ, corectǎ. Dar, prietene, a vorbi o englezǎ spartǎ este un avantaj enorm. Îi face pe oameni sǎ te disprețuiascǎ. Vor spune - un strǎin - nici mǎcar nu poate vorbi engleza așa cum trebuie. [...] Și astfel, vezi tu, oamenii lasǎ garda jos."  - Tragedie în Trei Acte, Ultimul Capitol

Toate aceste tehnici îl ajutǎ pe Poirot sǎ-și atingǎ obiectivul final.

"Pentru cǎ pânǎ la urmǎ, fie printr-o minciunǎ, fie printr-un adevar, oamenii reușeau mereu sǎ se dea de gol..." - Dupǎ Înmormântare, Capitolul XVIII

## Viața lui Hercule Poirot
Vǎ rugǎm citiți subarticolul: Viața lui Hercule Poirot
Întreaga viatǎ lui Hercule Poirot în Anglia este povestitǎ prin romanele scriitoarei Agatha Christie, începând cu Misterioasa Afacere de la Styles (în care detectivul este un refugiat care stǎ la Styles) și terminând cu Cortina (în care se întoarce în vizita la Styles înainte de moarte). Între ele, unele romane povestesc și cazurile rezolvate de Poirot în afara Anglei, precum celebrul Crima din Orient Express.

## Romanele
Vǎ rugǎm citiți subarticolul: Hercule Poirot în literaturǎ
Hercule Poirot a devenit celebru dupǎ publicarea în 1926 a romanului Uciderea lui Roger Ackroyd, a cǎrui soluție surprinzǎtoare este foarte controversatǎ. Acest roman încǎ se numǎrǎ printre cele mai bune romane polițiste scrise vreodatǎ. Înafarǎ de acesta, cele mai celebre romane cu Poirot au apǎrut între 1930 și 1940, precum clasicele Crima de pe Orient Express (1932), Crimele A.B.C.  (1935), Cǎrțile pe Masǎ (1936) și Moarte pe Nil (1937). Acest ultim roman, povestea mai multor omucideri pe un vapor de pe Nil, este considerat de celebrul scriitor de ficțiune polițistǎ John Dickson Carr ca fiind printre cele mai bune zece romane polițiste ale tuturor timpurilor.
Romanul Cinci Porcușori din 1942, în care Poirot investigheazǎ o crimǎ comisǎ în urmǎ cu 16 ani prin analizarea diferitelor relatǎri ale tragediei este o performanțǎ literarǎ consideratǎ de scriitorul și criticul literar Robert Barnard ca fiind cel mai bun roman al Agathei Christie.

## Portretizari

### Cinema

#### Austin Trevor
Austin Trevor a jucat pentru prima datǎ rolul lui Hercule Poirot în filmul din 1931 intitulat Alibi. Filmul s-a bazat pe scena de teatru Alibi care este o adaptare a romanului Uciderea lui Roger Ackroyd facutǎ de Michael Morton.
Trevor a reluat rolul lui Poirot de douǎ ori, o datǎ în Cafeaua Neagrǎ și încǎ o datǎ în Lordul Edgware Moare.

#### Albert Finney
Albert Finney l-a jucat pe Poirot în filmul Crima de pe Orient Express din 1974. El a fost considerat ca "cel mai bun Poirot" pânǎ când David Suchet a preluat rolul. A fost o reproducere foarte corectǎ a romanului și a fost, la acea vreme, cel mai de succes film britanic fǎcut vreodatǎ. Filmul a fost aprobat chiar și de Agatha Christie.

#### Peter Ustinov
Peter Ustinov l-a jucat pe Poirot în total de șase ori, începând cu Moarte pe Nil (1978). A reluat apoi rolul în Crimă sub soare (1982) și Intâlnire cu Moartea (1988).
Publicul a fost mai puțin impresionat de portretizarea lui Ustinov având în vedere cǎ Poirot trebuia sǎ fie scund și cu pǎr negru în timp ce Ustinov era înalt și cu pǎr cenușiu.
Actorul va mai juca rolul lui Poirot în trei filme fǎcute pentru televisiune: Treisprezece la Cinǎ (1985, dupǎ romanul Lordul Edgware Moare), Dead Man's Folly (1986), și Crimǎ în Trei Acte (1986, dupǎ romanul Tragedie în Trei Acte). Este interesant de remarcat cǎ în primul dintre aceste filme apare și David Suchet în rolul inspectorului Japp, înainte ca el sǎ înceapǎ sǎ joace chiar rolul detectivului (în mod ironic Suchet considerǎ acest rol ca cel mai prost jucat din toatǎ cariera lui).

#### Alții
- Tony Randall în Crimele Alfabetice (1965, dupǎ romanul Crimele A.B.C.). Asta a fost mai de graba o parodie decât o interpretare concretǎ a detectivului. Personajul a fost modificat mult, fiind transformat dintr-un detectiv atent într-un prost care rezolvǎ cazul din gresealǎ.

### Televiziune
Vǎ rugam citiți articolul: Agatha Christie's Poirot
David Suchet l-a jucat pe Hercule Poirot în multe filme, cele mai recente fiind difuzate în martie-aprilie 2006 în Marea Britanie (Cǎrțile pe Masa, Misterul Trenului Albastru, Dupǎ Înmormântare și Luați de Ape). Pentru mai multe informații vedeți Agatha Christie's Poirot.

#### Alții
- Ian Holm, Crima dupa Carte, (1986)
- Alfred Molina, Crima de pe Orient Express, (2001)

### Animații
În 2004, NHK (un post de televisiune japonez) a produs 39 de episoade pentru un serial anime intitulat Agatha Christie no Meitantei: Poirot to Marple (Marii Detectivi ai Agathei Christie: Poirot și Marple). Vocea lui Poirot a fost datǎ de actorul Satomi Ko-taro iar cea a lui Miss Marple de actrița Yachigusa Kaoru.